# Shepperd’s Dell State Park

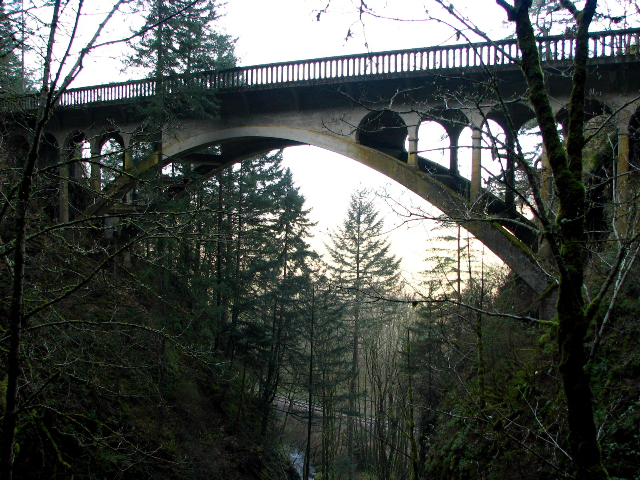
Highwaybrücke im Shepperd's Dell State Park

Der Shepperd’s Dell State Park ist ein 210 ha großer State Park im Multnomah County im US-Bundesstaat Oregon. Der Park liegt am Historic Columbia River Highway. In unmittelbarer Nähe befindet sich der Rooster Rock State Park, je etwa 2 km entfernt liegen der Bridal Veil Falls State Scenic Viewpoint und der Guy W. Talbot State Park.

## Anlage
Vom Parkplatz führt ein kurzer Weg in einen Canyon, in den der Young’s Creek mit den Sheppards Dell Falls, einem zweistufigen Wasserfall, mündet. Der obere Wasserfall ist 13 m hoch, der untere 15 m. Der Canyon wird von einer Brücke des Historic Columbia River Highway überquert, die 1913 vom Ingenieur K.R. Billner errichtet wurde und im National Register of Historic Places eingetragen ist. Die Brücke ist vom Wasserfall aus gut sichtbar. Das Parkgebiet liegt sonst in einem felsigen Bereich und ist kaum zugänglich. Östlich des Parks beginnt der Angel’s Rest Trail, ein 3,7 km langer Weg zu einem Aussichtspunkt über der Columbia River Gorge.
Die Nutzung des Parks ist kostenlos.

## Geschichte
Die Lewis-und-Clark-Expedition rastete auf dem Gelände vom 6. bis 8. April 1806. Das Gelände war im Besitz des Milchbauern George D. Shepperd. Er schenkte es 1915 der Stadt Portland in Andenken an seine verstorbene Ehefrau. Die Stadt übergab das Land später dem Staat. Zwischen 1940 und 1984 wurde das Parkgebiet durch Schenkungen, Ankauf und Landtausch auf seine heutige Größe erweitert.